# Centralna Komisja do Spraw Stopni i Tytułów
Centralna Komisja do Spraw Stopni i Tytułów – centralny organ administracji publicznej działający na podstawie ustawy z 14 marca 2003 o stopniach naukowych i tytule naukowym oraz o stopniach i tytule w zakresie sztuki (uchylonej 1 października 2018). W wyniku reformy szkolnictwa wyższego od stycznia 2021 została zastąpiona przez Radę Doskonałości Naukowej.
Została powołana, na wzór sowiecki, w 1951 na podstawie ustawy z dnia 15 grudnia 1951 r. o szkolnictwie wyższym i o pracownikach nauki jako Centralna Komisja Kwalifikacyjna, w efekcie czego uczelnie utraciły możliwość autonomicznego nadawania stopni naukowych.
Komisja miała siedzibę w Pałacu Kultury i Nauki przy placu Defilad 1 w Warszawie. 

## Kompetencje
Zadaniem Centralnej Komisji było w szczególności:
- zapewnienie harmonijnego rozwoju kadry naukowej zgodnie z najwyższymi standardami jakości badań wymaganych do uzyskania stopni naukowych, stopni w zakresie sztuki i tytułu naukowego oraz tytułu w zakresie sztuki
- przyznawanie wydziałom i innym jednostkom organizacyjnym szkół wyższych, instytutom naukowym Polskiej Akademii Nauk, instytutom badawczym i międzynarodowym instytutom naukowym działającym na terenie Rzeczypospolitej Polskiej uprawnień do nadawania stopni naukowych (stopni w zakresie sztuki) doktora i doktora habilitowanego
- powoływanie komisji habilitacyjnych oraz recenzentów w postępowaniach o nadanie tytułu naukowego, tytułu w zakresie sztuki
- opiniowanie projektów aktów normatywnych związanych z nadawaniem stopni naukowych doktora i doktora habilitowanego oraz tytułu naukowego profesora i tytułu profesora w zakresie sztuki (sztuki muzyczne, sztuki plastyczne)
- opiniowanie kandydatów na stanowisko profesora nadzwyczajnego (profesora uczelnianego), którzy nie posiadają stopnia naukowego doktora habilitowanego.

## Kadencja i skład
W 2016 dokonano wyboru składu Komisji na kadencję 2017–2020.
Liczbę członków Centralnej Komisji określał w drodze rozporządzenia Prezes Rady Ministrów. W kadencji 2017–2020 Komisja składała się z 228 członków.
Członkiem Centralnej Komisji mogła zostać osoba, która spełniała następujące kryteria:
- posiadała obywatelstwo polskie
- posiadała tytuł naukowy profesora i aktualny dorobek naukowy, opublikowany w okresie ostatnich pięciu lat względnie wiodący dorobek w danej dziedzinie nauki
- przed ogłoszeniem wyborów nie ukończyła siedemdziesiątego roku życia.

Wyboru członków Centralnej Komisji dokonywały osoby posiadające tytuł naukowy profesora lub tytuł profesora sztuki.
Od 2013 mandatu członka Komisji nie można było pełnić dłużej niż przez dwie następujące po sobie kadencje.

## Przewodniczący
- 1953–?: Adam Rapacki
- 1973–1979: Maciej Wiewiórowski
- Witold Czachórski[10]
- 1997–2006: Janusz Tazbir
- 2006–2013: Tadeusz Kaczorek
- 2013–2016: Antoni Tajduś[11]
- 2017–2020: Kazimierz Furtak[12][13]

## Sekretarze
- Osman Achmatowicz (1991–2011)
- Hubert Izdebski (2011–2016)
- Bronisław Sitek (2017–2020)[14]